# Eugen Meyer (Historiker)
Eugen Meyer (* 17. Februar 1893 in Püttlingen; † 29. August 1972 in Saarbrücken) war ein deutscher Historiker und Archivar.
Eugen Meyer entstammte einer saarländisch-luxemburgischen Familie. Er studierte Geschichte, Latein und Germanistik. Im Mai 1920 wurde er promoviert bei Michael Tangl an der Universität Berlin über die Pfalzgrafen der Merowinger und Karolinger. Im Dezember 1920 erfolgte die Staatsprüfung für das höhere Lehramt. Ein Jahr später folgte das Examen für den wissenschaftlichen Archivdienst. Ende 1921 begann er seine Tätigkeit beim Geheimen Hauptstaatsarchiv in Berlin-Dahlem. 1932 wurde er zum Direktor des Staatsarchivs in Münster ernannt. 1934 wurde Meyer zum ordentlichen Mitglied der Historischen Kommission für Westfalen gewählt. Zudem war er bis 1939 stellvertretender Vorsitzender der Kommission, aus der er im Jahr 1945 ausschied. 1939 nahm er die hilfswissenschaftliche Professur in Berlin als außerordentlicher Professor an, 1946 wurde er ordentlicher Professor. 1947 wurde Meyer Direktor der Handschriften-Abteilung der Preußischen Staatsbibliothek in Berlin. Zwei Jahre später übernahm er eine Professur an der Universität des Saarlandes.
Meyer trug über Jahre – durch systematische Bereisung der Archive und Handschriftenbibliotheken – das Material über Ludwig den Frommen zusammen und begründete die Kommission für saarländische Landesgeschichte und Volksforschung (1951), deren Leitung er bis 1965 innehatte. Als Mitglied der Historischen Kommission Brandenburg war er an der Edition der Urkunden der Markgrafen von Brandenburg beteiligt. Meyer beteiligte sich auch in der Kulturpolitik, so war er Direktor (= Minister) des saarländischen Kultusministeriums 1951/52 und nochmals 1955/56. Sein Nachlass mit Korrespondenzen, Manuskripten, Gutachten und Vorträgen ist im Landesarchiv Saarbrücken überliefert.

## Schriften (Auswahl)
- Wappenbuch der westfälischen Gemeinden. Westfälische Vereinsdruckerei, Münster i. Westf. 1940.
- Das Urkundenwesen der Markgrafen von Brandenburg. Harrassowitz, Leipzig 1931.
- Das Deutschtum in Elsass-Lothringen. Aschendorffsche Verlagshandlung, Münster i. Westf. 1927, 2. erw. Aufl. 1929.